# Ctenus pulchriventris
Ctenus pulchriventris este o specie de păianjeni din genul Ctenus, familia Ctenidae. A fost descrisă pentru prima dată de Simon, 1897. Conform Catalogue of Life specia Ctenus pulchriventris nu are subspecii cunoscute.